# 메토프로롤
메토프로롤(metoprolol)은 베타1-선택성 아드레날린 수용체 길항제(β1-selective adrenalic receptor antagonist)이다. 여러 심혈관계 질환에 쓰이며, 특히 고혈압에 사용한다.

## 입체 화학
메토프로롤은 입체 중심을 포함하고 두 개의 거울상 이성질체로 구성된다. 이것은 라 세미 체, 즉 (R) -과 (S) 형의 1 : 1 혼합물이다.
| 메토 프로 롤의 거울상 이성질체 | 메토 프로 롤의 거울상 이성질체 | CAS-Nummer: 81024-43-3 | CAS-Nummer: 81024-42-2 |

## 같이 보기
- 아테놀올(Atenolol)
- 아세부톨롤(Acebutolol)
- 에스모롤(Esmolol)